# Immariana
Immariana is een geslacht van vlinders uit de familie van de Tortricidae (Bladrollers). Het geslacht werd voor het eerst wetenschappelijk beschreven door  in .

## Soorten
Het genus is monotypisch en bevat alleen de volgende soort:

- Immariana acutiella Park & Byun, 1991